# Karl Otfried Müller
Karl Otfried Müller (28. srpna 1797, Brzeg – 1. srpna 1840, Athény) byl německý učenec, historik, archeolog, obdivovatel starověké Sparty. Je zakladatelem moderního studia řecké mytologie a etruskologie.